# Джаміу Алімі
Джаміу Абіодун Алімі (англ. Jamiu Abiodun Alimi, 5 жовтня 1992, Лагос, Нігерія) — нігерійський футболіст, захисник клубу «Кано Пілларс».

## Клубна кар'єра
Вихованець академії «Вестерло» у Лагосі. У сезоні 2010/11 років виступав за молодіжну команду «Вестерло». У серпні 2011 року з'явилася інформація, що Алімі буде орендований донецьким «Металургом».
У жовтні 2011 року підписав контракт з сімферопольською «Таврією», будучи агентом Дмитра Селюка. 14 жовтня 2011 року дебютував у молодіжній першості України за дубль «Таврії» в матчі проти донецького «Шахтаря» (2:2). Головний тренер дубля довірив Алімі відіграти всі 90 хвилин. 19 листопада 2011 року дебютував у чемпіонаті України в домашньому матчі проти луцької «Волині» (2:0), Джаміу вийшов наприкінці гри замість Желько Любеновича.
У січні 2012 року головний тренер «Таврії» Семен Альтман узяв Алімі на навчально-тренувальний збір до Туреччини. Усього за «Таврію» в Прем'єр-лізі провів 9 матчів, а в першості дублерів — 13 матчів. Після приходу нового головного тренер «Таврії» Олега Лужного Алімі покинув розташування клубу, проте в лютому 2013 року генеральний директор «Таврії» Олександр Бойцан заявив, що в Алімі діючий контракт з «Таврією» і не виключив його повернення у команду.
На початку 2013 року перейшов в «Олімпіакос» з Нікосії. У складі команди в чемпіонаті Кіпру провів 6 матчів. У травні 2013 року Алімі заявив, що не буде продовжувати контракт з клубом.
Влітку 2014 року перейшов в нігерійський клуб «Шаркс» з міста Порт-Гаркорт. У новій команді Алімі обрав собі 22-ий номер.

## Кар'єра у збірній
Алімі не брав участі на молодіжному чемпіонаті світу 2011 року у Колумбії через травму.

## Статистика
Станом на 8 лютого 2015
| Сезон   | Клуб                 | Ліга            | Чемпіонат | Чемпіонат | Кубок | Кубок | Дубль | Дубль |
| Сезон   | Клуб                 | Ліга            | Матчі     | Голи      | Матчі | Голи  | Матчі | Голи  |
| ------- | -------------------- | --------------- | --------- | --------- | ----- | ----- | ----- | ----- |
| 2011/12 | Таврія               | Прем'єр-ліга    | 9         | 0         | 0     | 0     | 13    | 0     |
| 2012/13 | Олімпіакос (Нікосія) | Чемпіонат Кіпру | 6         | 0         | 0     | 0     | —     | —     |
| 2014/15 | Шаркс                | Прем'єр-ліга    | 0         | 0         | 0     | 0     | —     | —     |